# Stillwater megye
Stillwater megye az Amerikai Egyesült Államokban, azon belül Montana államban található. Megyeszékhelye és legnagyobb városa Columbus. Lakosainak száma 8963 fő (2020. április 1.). Stillwater megye Golden Valley, Carbon, Yellowstone, Park és Sweet Grass megyékkel határos.

## Népesség
A megye népességének változása:
| Lakosok száma | 9111 | 9163 | 9196 | 9318 | 9486 | 8963 |
|               | 2010 | 2011 | 2012 | 2013 | 2015 | 2020 |